# はじまりのうた (映画)
『はじまりのうた』（原題: Begin Again）は、2013年のアメリカ合衆国の音楽映画。監督および脚本は、『ONCE ダブリンの街角で』の監督であるジョン・カーニー。主演はシンガーソングライターを演じたキーラ・ナイトレイと音楽プロデューサーを演じたマーク・ラファロ。マルーン5のアダム・レヴィーンが映画初出演。
この映画は、題を「Can a Song Save Your Life?」として2013年9月にトロント国際映画祭でプレミア上映され、映画のサウンドトラックのリリースに合わせて2014年6月27日に劇場公開された。劇中歌『Lost Stars』が第87回アカデミー賞の歌曲賞にノミネートされた。

## ストーリー
ダン(マーク・ラファロ)は、かつては敏腕な音楽プロデューサーで一流レーベルを立ち上げた男だが、何年も鳴かず飛ばずで会社の指揮権を失い、妻子とも別居し、今では安アパートで呑んだくれる日々を送っていた。顔を出した会社の会議で悪態をつき、ついにクビを宣告されたダンは、自殺を考えるほど追い詰められる中、偶然の重なりで小さなライブ・バーに立ち寄った。そこでギターを弾き語るグレタに魅了され、売り出したいと熱望するダン。
グレタ(キーラ・ナイトレイ)はイギリスの女子大学生だが、恋人でシンガーソングライターのデイヴ(アダム・レヴィーン)のために作詞作曲を手伝っていた。デイヴの歌だが実はグレタが作った曲が映画の挿入歌としてヒットし、ニューヨークに招かれる二人。控え目なグレタは“ただの恋人”としてデイヴを引き立て、お茶汲みに徹していた。しかしデイヴがレコード会社のアシスタントと浮気をしたことを知り、イギリスへ帰る決心をするグレタ。その夜に友人に引っ張り出されて歌ったライブ・バーで、グレタはダンと巡り会ったのだ。
一度は断るものの、ダンと共にアルバムを制作することになるグレタ。経費節約とユニークさを狙って、街の喧騒や環境音の中での無許可の路上ライブを計画し、腕は良いが後払いの効く無名のミュージシャンを集めて録音するダン。別居中の娘や妻も巻き込んで警官の目を盗みつつアルバムは完成した。
デイヴが賞を獲ったというニュースを見て、『それでも死ぬほど愛してた』という曲を即興で作り、スマホで歌って送信するグレタ。その歌を聞き、目が覚めてグレタに会いに来るデイヴ。しかしグレタは、自分の楽曲が勝手にアレンジされ変質しているアルバムを聞かされ、デイヴは変わったと失望して去ってしまった。
路上ライブのアルバムが、ダンの古巣のレーベルで契約目前となった時、デイヴからグレタに、ライブに来て欲しいとメールが入った。デイヴが変えてしまった曲を元通りに歌うのを見て彼の愛を確信するグレタ。路上ライブの間、ダンに惹かれる気持ちもあったグレタだが、デイヴと離れて別会社からデビューする情熱は失われた。
レーベルとの契約を白紙に戻したグレタは、路上ライブのアルバムをネット上で個人販売し、儲けを仲間全員で山分けするようダンに頼んだ。グレタの作品だからと、止めもせず協力するダン。業界の常識を破り格安で公開されたアルバムは、ダンの友人で世界的なラッパーが紹介したのをきっかけに大ヒットとなった。

## キャスト
※括弧内は日本語吹替
- グレタ - キーラ・ナイトレイ（弓場沙織）
- ダン - マーク・ラファロ（堀内賢雄 / 機内版：宮内敦士）
- バイオレット - ヘイリー・スタインフェルド（金元寿子）
- デイヴ - アダム・レヴィーン（田村真）
- スティーヴ - ジェームズ・コーデン（あべそういち）
- サウル - ヤシーン・ベイ（宮本淳）
- トラブルガム - シーロー・グリーン（北村謙次）
- ミリアム - キャサリン・キーナー（品田美穂）

## 音楽
- Begin Again サウンドトラック

## こぼれ話
全米五館での上映が口コミで人気を獲得し1,300館にまで広がった。